# Šimočkova lípa
Šimočkova lípa je památný strom – lípa malolistá rostoucí u osady Janovice u domu čp. 329 v katastrálním území  Janovice u Trutnova obce Jívka. Chráněna je od roku 2001 pro svůj vzrůst a jako krajinná dominanta.
- číslo seznamu: 605044.1/1
- obvod kmene 490 cm
- výška: 37 m
- věk: 120 let